# Mário Batista

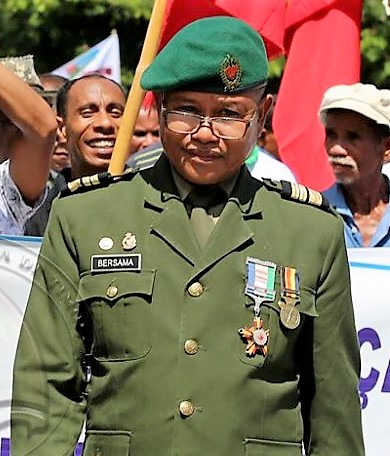
Major Mário Batista' (2020)

Mário Batista, Kampfname Bersama (indonesisch zusammen), ist ein osttimoresischer Soldat der nationalen Verteidigungskräfte (F-FDTL) und ehemaliger Freiheitskämpfer. Er führt derzeit den Rang eines Major (Stand 2020).
Bersama kam nach dem  Kraras-Massaker als Junge zum Guerilla der FALINTIL, die gegen die indonesischen Besatzer kämpfte. Er hatte nur zwei Klassen der indonesischen Schule besucht. Beim Widerstand lernte er auf Portugiesisch zu schreiben. Vom Kommandanten Taur Matan Ruak erhielt Bersama die Aufgabe, die Berichte abzuschreiben, weil er  eine schöne Handschrift hatte.
Nach Ende des Krieges war Bersama der erste osttimoresische Schüler der australischen Militärakademie und absolvierte in China einen Kurs für Offiziere im Oberkommando, wo er unter Teilnehmern aus 43 Ländern den dritten Platz belegte.
Bersama erhielt führende Positionen in der F-FDTL. 2012 war er Stabschef des Kommandierenden der Verteidigungskräfte Lere Anan Timur.